# Ane Stangeland Horpestad
Ane Stangeland Horpestad (Stavanger, 2 de junho de 1980) é uma ex-futebolista norueguesa que atua como defensora.

## Carreira
Ane Stangeland Horpestad integrou o elenco da Seleção Norueguesa de Futebol Feminino, nas Olimpíadas de 2008. 